# Johanna Kirchner
Johanna (Hanna) Kirchner, geboren als Johanna Stunz (Frankfurt am Main, 24 april 1889 – Berlijn, 9 juni 1944) was een Duits politica en verzetsstrijdster tijdens het nazi-regime. 
Ze was een uitgesproken tegenstander van het nationaalsocialisme en bood onder meer hulp aan gevluchte personen in het Saargebied. Daarnaast streed ze tegen de annexatie van deze regio door nazi-Duitsland. Haar verzetsdaden werden beschouwd als hoogverraad en ze werd om die reden op 9 juni 1944 in gevangenis Plötzensee in Berlijn geëxecuteerd.

## Jeugd
Johanna Kirchner werd op 24 april 1889 geboren in Frankfurt am Main als Johanna Stunz. Ze was de dochter van timmerman Heinrich Ernst Stunz en Sophie Dorothea Karoline Prinz. Kirchner was de oudste van zes kinderen en groeide op in een sociaal-democratisch gezinde familie in Frankfurt am Main.
Haar grootvader Heinrich Prinz, lokaal bekend als 'De Rode Prins', was een van de oprichters van de Frankfurtse afdeling van de Sozialdemokratische Partei Deutschlands (SPD). Ook haar beide ouders waren politiek geëngageerd en haar jongere zus en broer, Betty en August, waren later beiden actief in de gemeentepolitiek. Door de politieke betrokkenheid van haar familie groeide Kirchner op in een omgeving waarin zij werd gestigmatiseerd vanwege hun politieke opvattingen.
Ze volgde haar opleiding aan de Uhlandschule en deed vervolgens een opleiding tot secretaresse aan een handelsschool. Nadat ze deze opleiding had afgerond vond ze werk in dit vakgebied. In 1903, toen ze veertien jaar oud was, sloot Kirchner zich aan bij de socialistische arbeidersjeugd. Vijf jaar later, in 1908, werd het mogelijk voor vrouwen om zich aan te sluiten bij een politieke partij en werd ze lid van de SPD. Tijdens partij- en vakbondscongressen van de SPD deed ze als journalist verslag van de bijeenkomsten. Daarnaast werkte ze in het café van haar grootvader dat een sociale ontmoetingsplaats was voor leden van de SPD.

## Tussenkopje
In 1910 ontmoette ze haar toekomstige echtgenoot: de journalist en vakbondsman Karl Kirchner (1883-1945). In 1912 kreeg ze samen met hem een dochter genaamd Lotte en een jaar later trouwde het stel. In 1914 werd hun tweede dochter, Inge, geboren. Tijdens de Eerste Wereldoorlog waren Kirchner en haar echtgenoot actief binnen het welzijnswerk, waarbij zij zich met name richtten op de zorg van armen. Kirchner richtte zich hierbij met name op voedselbedeling voor vrouwen en schoolkinderen.
Samen met politica en vrouwenrechtenactiviste Marie Juchacz richtte ze in 1919 de Arbeiterwohlfahrt op, een arbeiderswelzijnsorganisatie waar ze zich richtte op sociale zekerheid en jeugdrechtsbijstand. Naast haar kantoorwerk vertegenwoordigde ze de organisatie tijdens congressen en evenementen. Datzelfde jaar werd ze bestuurslid van de Frankfurtse afdeling van de SPD. Tijdens een partijconferentie in Kassel dat jaar sprak ze over een gezamenlijke strijd tegen het kapitalisme. Naast haar werk als bestuurslid scheef ze stukken voor het nieuwsblad Volksstimme.
Hoewel ze politiek geëngageerd was, was een carrière in de politiek niet haar uiteindelijke doel en blijft ze zich richten op maatschappelijke hulp. Volgens Kirchner waren kinderen en adolescenten de werkelijke slachtoffers van de Eerste Wereldoorlog. In 1923 en 1924 zette ze zich in voor een campagne ten behoeve van kinderen van werkloze arbeiders in het Ruhrgebied. Via de Ruhrkinder-Aktion werden deze kinderen voor een recreatief verblijft geplaatst bij gezinnen in Frankfurt am Main en Zwitserland. In 1925 was Kirchner medeoprichter van de organisatie Kinderfreunde. De organisatie had als doel kinderkampen te organiseren en pleitte daarnaast voor schoolhervormingen en gemengd onderwijs. In 1926 werd ze fulltime SPD-partijsecretaris in Frankfurt am Main. Ze werd een veelgevraagd spreker en zette zich hoofdzakelijk in voor vrouwenrechten en was een uitgesproken tegenstander van het nationaalsocialisme.
In november 1926 scheidde Kirchner van haar echtgenoot, maar de twee hielden omwille van de kinderen een goede verstandhouding. In december van datzelfde jaar hertrouwde ze met basisschoolleraar Paul Schmidt met wie ze tot 1930 samen bleef.

## Opkomst nazisme en uitbraak WO2

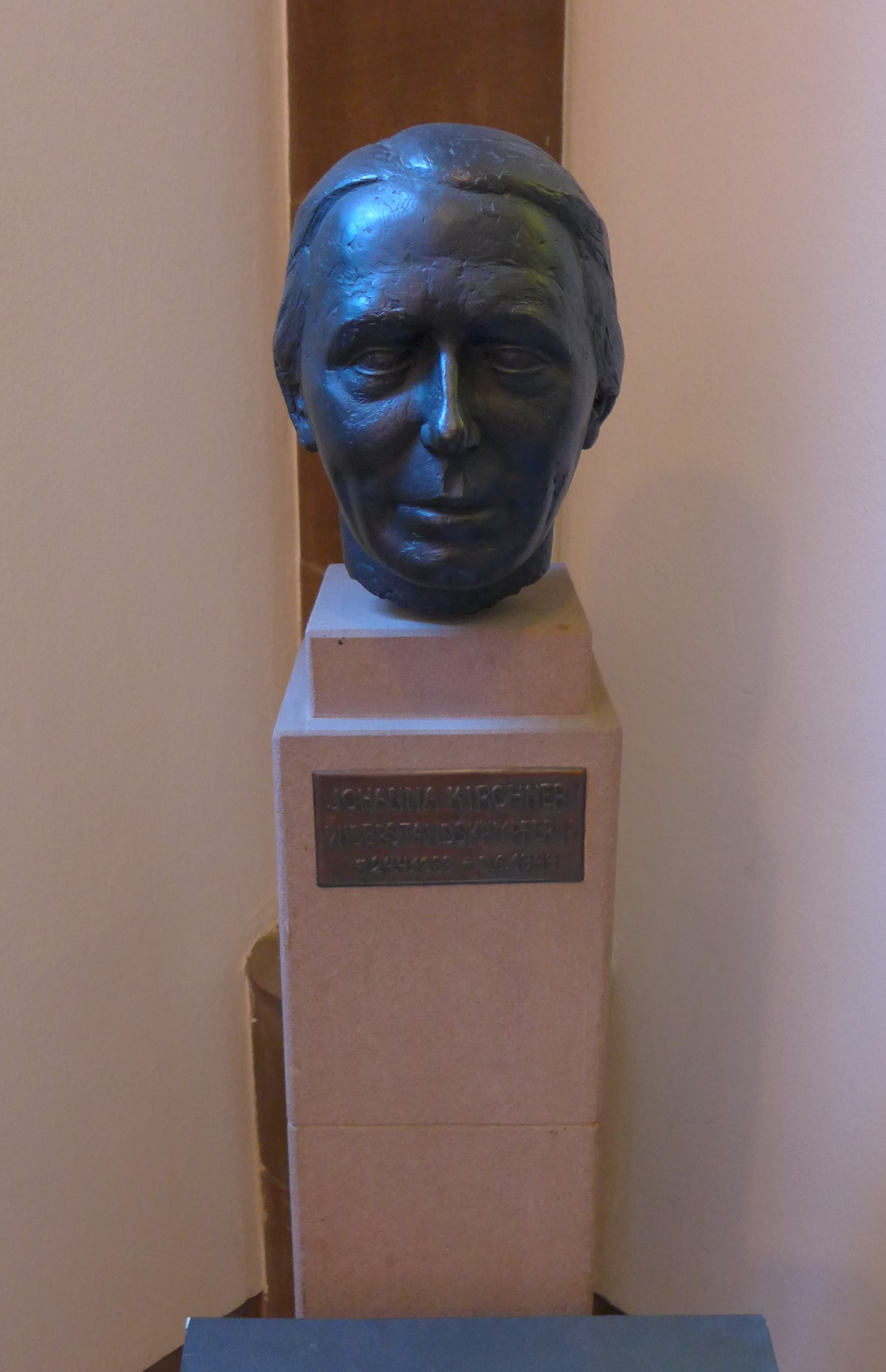
Buste van Johanna Kirchner in het raadhuis van Saarbrücken

Eind januari 1933 kwam Adolf Hitler aan de macht in nazi-Duitsland. Op 2 mei dat jaar werd het vakbondshuis van de SPD in Frankfurt am Main aangevallen door leden van de Sturmabteilung (SA), de Duitse knokploeg van de Nationaalsocialistische Duitse Arbeiderspartij (NSDAP). Terwijl de aanwezige mannen door leden van de SA in de tuin bij elkaar werden gedreven, bracht Kirchner het ledenregister van de Frankfurter SPD in veiligheid door deze in haar blouse te verstoppen.
Nadat politicus Carlo Mierendorff op 13 juni 1933 werd gearresteerd, vertrok Kirchner naar Genève. Aldaar trof ze politicus Wilhelm Leuschner die ze vroeg tijdens de vergadering van de Internationalen Arbeitsamtes aandacht te vragen voor de arrestatie van Mierendorff. De inspanning was tevergeefs.
Kirchner werd gewaarschuwd dat er door haar uitgesproken weerstand tegen het nationaalsocialisme er een arrestatiebevel tegen haar was opgemaakt. Als ze terug naar Frankfurt am Main zou keren, zou dit leiden tot haar arrestatie. Om die reden vluchtte ze in juni 1933 vanuit Genève naar Saarbrücken. De stad Saarbrücken lag in het Saargebied, een voormalig onderdeel van het Duitse Keizerrijk dat naar aanleiding van het Verdrag van Versailles in 1919 onder bestuur van de Volkenbond stond. Hierdoor maakte het geen deel uit van nazi-Duitsland. 
Ze deed pogingen om werk in Nederland of Luxemburg te vinden, maar dit mislukte. Kirchner vond uiteindelijk werk in een pension in de Bahnhofstraße dat werd gerund door de tevens gevluchte Marie Juchacz, met wie Kirchner in 1919 de Arbeiterwohlfahrt had opgericht. Daarnaast was ze in Saarbrücken actief voor onder meer de Saarländischen Emigrantenfürsorge en vanaf oktober 1934 werkte ze op het Saarlandse SPD kantoor.
In het pension van Juchacz boden ze hulp aan Duitse vluchtelingen en werden zij voorzien van maaltijden. Daarnaast was het een ontmoetingsplek voor leden van de SPD. De bijeenkomsten bleken niet zonder gevaar; de Gestapo hield de gesprekken in de gaten en gebruikte de verworven informatie om vluchtelingen op te sporen in door nazi-Duitsland bezet Frankrijk.

## Vlucht naar Frankrijk
In januari 1935 werd een referendum gehouden onder de inwoners van het Saargebied over de positie van het gebied. Een van de mogelijkheden was de aansluiting bij nazi-Duitsland. Samen met staatsvoorzitter Max Braun verzette Kirchner zich tegen deze annexatie, maar dit bleek onsuccesvol. Nadat het Saargebied in maart 1935 door nazi-Duitsland was geannexeerd, vluchtte Kirchner naar Forbach, net over de grens in Frankrijk. Aldaar zette ze samen met politicus Emil Kirschmann een adviescentrum op voor vluchtelingen. Haar dochters Lotte en Inge kwamen haar enkele keren bezoeken en smokkelden vakbondsmaterialen, folders en camouflagegeschriften de grens over. Vanwege haar werk werd Kirchner meerdere malen gearresteerd. Twee jaar na haar vlucht werd ze door de Duitse overheid geëxpatrieerd. In 1939 moest ze van de Franse politie Forbach verlaten. Met hulp van Johannes Hoffmann, de latere minister-president van Saarland, vluchtte ze via Metz naar Parijs waar ze onderdook.
Nadat Frankrijk in 1940 werd binnengevallen door nazi-Duitsland werd Kirchner opgepakt en voor korte tijd geïnterneerd in Camp de Gurs, een concentratiekamp voor Joden en politieke vijanden, dat zich bevond in het niet bezette deel van Frankrijk. Dankzij hulp van een commandant die haar herkende van haar vluchtelingenwerk, wist ze het kamp te ontvluchten. Ze vertrok naar Avignon en dook onder in een klooster in Aix-Les-Bains.
Op 9 juni 1942 werd Kirchner opnieuw door de Franse politie gearresteerd. Het Vichy-regime leverde haar na haar arrestatie uit aan de Gestapo. Na haar arrestatie werd ze overgebracht naar Saarbrücken. Daarna werd ze naar de gevangenis van Frankfurt am Main overgebracht. Hier zat tevens haar dochter Lotte opgesloten, omdat zij werd verdacht van het samenwerken met haar moeder. Dankzij een bewaakster die voorheen bij de SPD actief was, kon Kircher haar dochter kort ontmoeten. Hierna werd Kirchner overgeplaatst naar de gevangenis in het stadsdeel Moabit in Berlijn.

## Veroordeling en overlijden

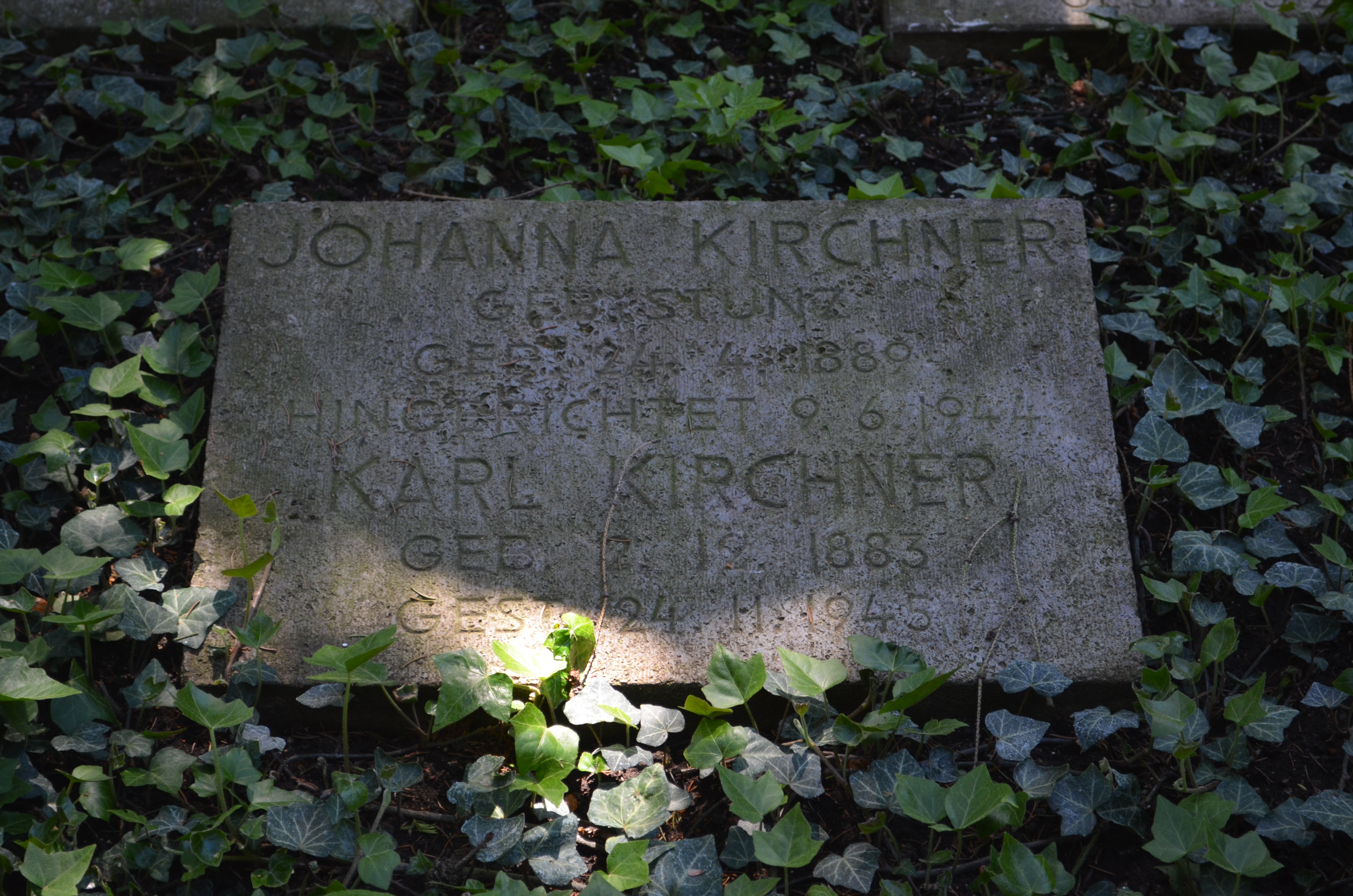
Grafsteen voor Johanna Kirchner op het Hauptfriedhof in Frankfurt am Main.

Kirchner werd door de Duitse overheid verdacht van landverraad. In mei 1943 werd Kirchner door het Duitse Volksgerichtshof hiervan vrijgesproken, maar veroordeeld voor een gevangenisstraf van tien jaar die ze moest uitzitten in de gevangenis in Cottbus. Haar dochters Lotte en Inge bezochten haar enkele malen, en zagen hoe hun voorheen krachtige moeder leed onder de gewelddadige ondervragingen van de Gestapo.
Jurist Roland Freisler van het Reichsjustizministerium beschouwde de straf als te mild, waarna ze opnieuw terechtgesteld werd. Het Volksgerichtshof oordeelde dat ze met haar uitburgering 'al haar eer verloren' had. Daarnaast was er volgens de rechtbank voldoende bewijs geleverd door de politie en had Kirchner haar schuld toegegeven. Op 21 april 1944 werd Kirchner ter dood veroordeeld voor 'voorbereidingen op hoogverraad'.
 

Voor haar dood schreef ze een brief aan haar dochters Lotte en Inge met de tekst:
'Ik wou dat je me nu in mijn laatste uur kon zien, hoe dapper en onverschrokken ik ben, en dat het enige dat in mij leeft de herinnering en de liefde voor jou is en jouw liefde voor mij en het verlangen van mijn hart: wees gelukkig en wees moedig; er komt een betere toekomst voor jou; mijn liefde en zegeningen zijn altijd bij je. Afscheid! Ik omhels je en kus je en houd je dicht bij mijn hart en blijf altijd je moed in liefde.
Op 9 juni 1944 werd ze in de gevangenis Plötzensee in Berlijn onthoofd. Ze werd 55 jaar oud.

## Eerbetonen

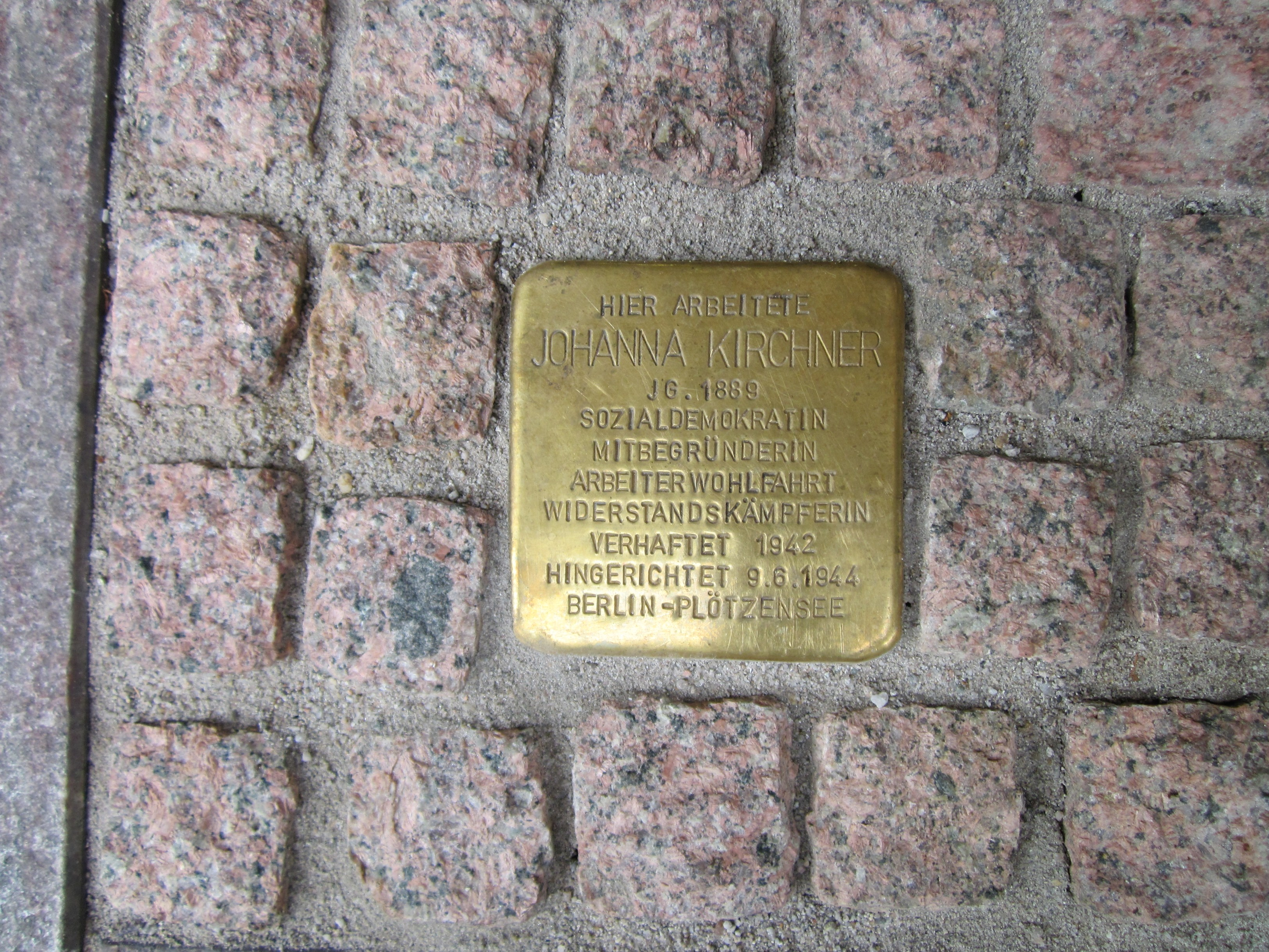
Stolperstein voor Kirchner in Saarbrücken
Hier werkte Johanna Kirchner
Geb. 1889
Sociaaldemocraat
Medeoprichtster Arbeiterwohlfahrt
Verzetsstrijdster
Gearresteerd 1942
Geëxecuteerd 9-6-1944
Berlijn-Plötzensee

Van 1991 tot en met 1995 reikte de stad Frankfurt de Johanna-Kirchner-medaille uit aan personen die zich verzette tegen het nationaalsocialisme.
Op de Paulskirche in Frankfurt am Main werd in 1992 een gedenkplaat geplaatst voor Kirchner. In de stad Saarbrücken werd aan de Bahnhofstraße, waar ze vanaf 1933 werkte, een Stolperstein geplaatst.
In de Duitse steden Lüneburg en Westhausen werd de Johanna-Kirchner-Straße naar haar vernoemd.
In 1951 werd de Johanna-Kirchner-Stiftung opgericht dat als doel heeft ouderen en personen met een zorgbehoefte een veilige oude dag te bieden. Het is ontstaan uit een naar haar genoemde zorgcentrum en is sindsdien beheerder van diverse zorgcentra in Stadtwald, Mörfelden, Darmstadt-Eberstadt en Oberursel.

Sinds 2011 reikt de Arbeiterwohlfahrt in samenwerking met diverse hogescholen jaarlijks de Johanna Kirchnerprijs uit voor scripties met thema's rond sociaal werk, ouderenzorg, kinder- en jeugdwerk, vrijwilligerswerk of hulp aan gevangenen.
- Bibsys: 5039936
- Gemeinsame Normdatei: 118723162
- International Standard Name Identifier: 0000 0000 8045 3747
- Nationale Bibliotheek van Israël: 987012412062505171
- Système universitaire de documentation: 203876636
- Virtual International Authority File: 65489659
- WorldCat: E39PBJrwVcyCYw9MqTddmbkFKd